# Tử đinh hương bên cửa sổ
Tử đinh hương bên cửa sổ (tiếng Anh: Lilacs in a Window) là tác phẩm tranh sơn dầu của nữ họa sĩ người Mỹ, Mary Cassatt. Đây là một trong số ít những bức tranh tĩnh vật mà bà phác họa. Ban đầu, tranh thuộc về nhà sưu tập nghệ thuật người Paris, Moyse Dreyfus. Cassatt được những người bạn họa sĩ trường phái ấn tượng giới thiệu cho Dreyfus, từ đó hai người dần trở thành bạn của nhau. Cassatt cũng vẽ một bức chân dung cho Dreyfus, lấy tiêu đề Mr. Moyse Dreyfus, và mang tới trưng bày ở triển lãm Fourth Impressionist Exhibition năm 1879.

## Sách đọc thêm
- Mathews, Nancy Mowll (1994). Mary Cassatt: A Life. New York: Villard Books. ISBN 978-0-394-58497-3. LCCN 98-8028.